# Brunstrimmig uggla
Brunstrimmig uggla (Strix virgata) är en fågel i familjen ugglor inom ordningen ugglefåglar.

## Utseende och läte
Brunstrimmig uggla är en medelstor (29–38 cm) uggla med rundat huvud utan örontofsar. Fjäderdräkten är övervägande brun, undertill med längsgående strimmor. Ögonen är bruna, inramade av vitaktiga halvmånar på var sida om den gula näbben. Lätena påminner om en skällande hund.

## Utbredning och systematik
Brunstrimmig uggla delas upp i sju underarter i tre underartsgrupper, med följande utbredning:
- virgata-gruppen
  - squamulata – förekommer i västra Mexiko (Sonora till Guerrero, Guanajuato och Morelos)
  - tamaulipensis – nordöstra Mexiko (södra Nuevo León och Tamaulipas)
  - centralis – sydöstra Mexiko (Oaxaca och Veracruz) till västra Panama
  - virgata – östra Panama till Colombia, Venezuela och Ecuador, dessutom Trinidad
- superciliaris/macconnelli-gruppen
  - superciliaris – norra Sydamerika (Guyana)
  - macconnelli – nordcentrala och nordöstra brasilianska Amazonas.
- borelliana – östra Paraguay till sydöstra Brasilien och nordöstra Argentina (Misiones)

### Släktestillhörighet
Tidigare placerades arten ofta tillsammans med brunstrimmig uggla, svartbandad uggla och brunbandad uggla i det egna släktet Ciccaba. Genetiska studier visar dock att virgata är en del av Strix.

## Levnadssätt
Brunstrimmig uggla hittas i tropiska låglänta områden och lägre bergstrakter, i västra Mexiko även högre upp i bergen. Den förekommer i både skog, plantage, trädgårdar och till och med inne i byar. Dagtid sitter den gömd i högre träd. På natten jagar den ofta från låga sittplatser som vägskyltar och staketstolpar.

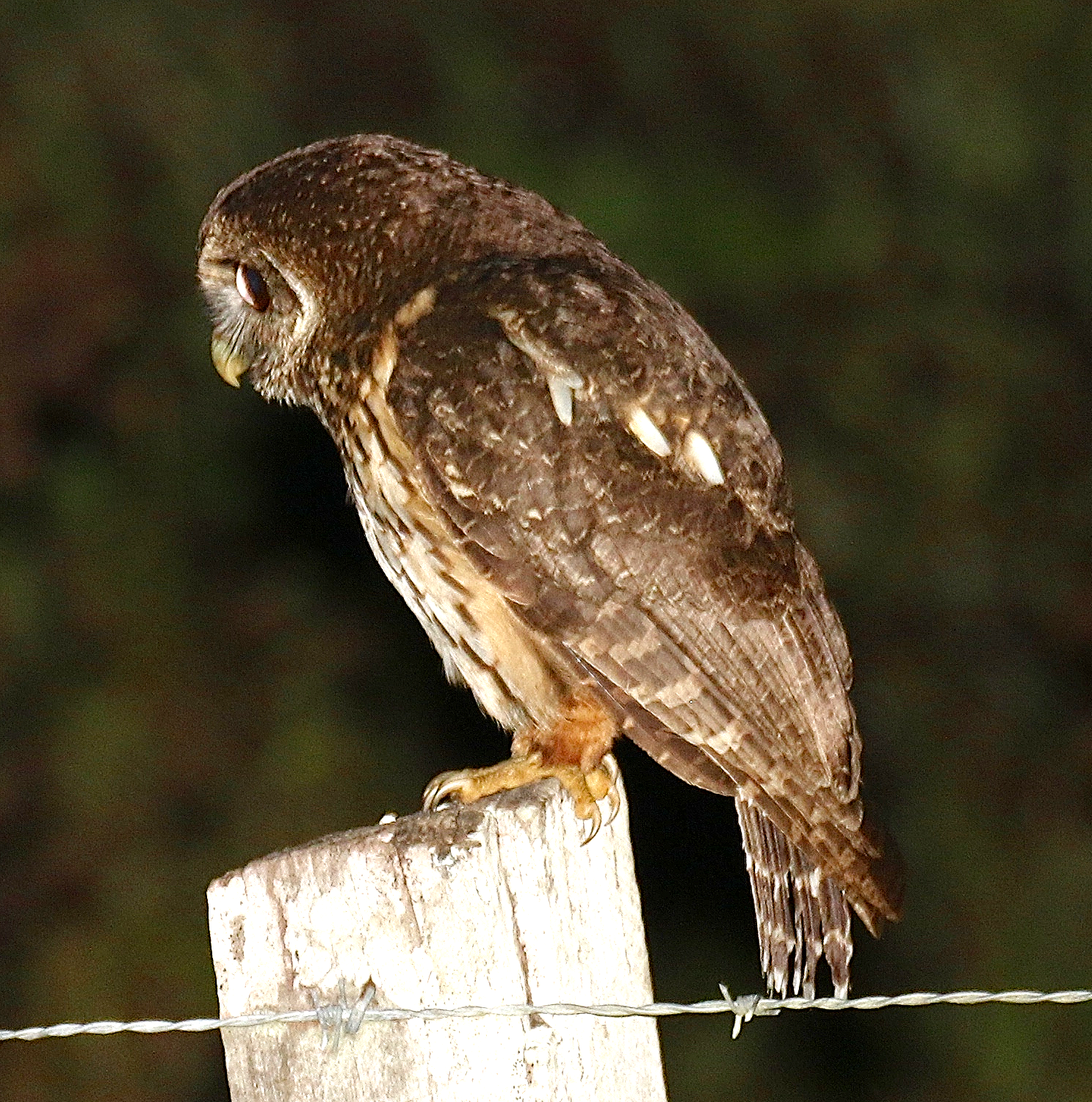

Födan är varierad, bestående av allt från större insekter, små däggdjur och fladdermöss till småreptiler, trädgrodor och i ett fall till och med ljuspannad duva, ett oväntat stort byte för en uggla av sin storlek.

## Status och hot
Arten har ett stort utbredningsområde och en stor population, men tros minska i antal, dock inte tillräckligt kraftigt för att den ska betraktas som hotad. Internationella naturvårdsunionen IUCN kategoriserar därför arten som livskraftig (LC). Beståndet uppskattas till i storleksordningen en halv miljon till fem miljoner vuxna individer.